# Aerotucán

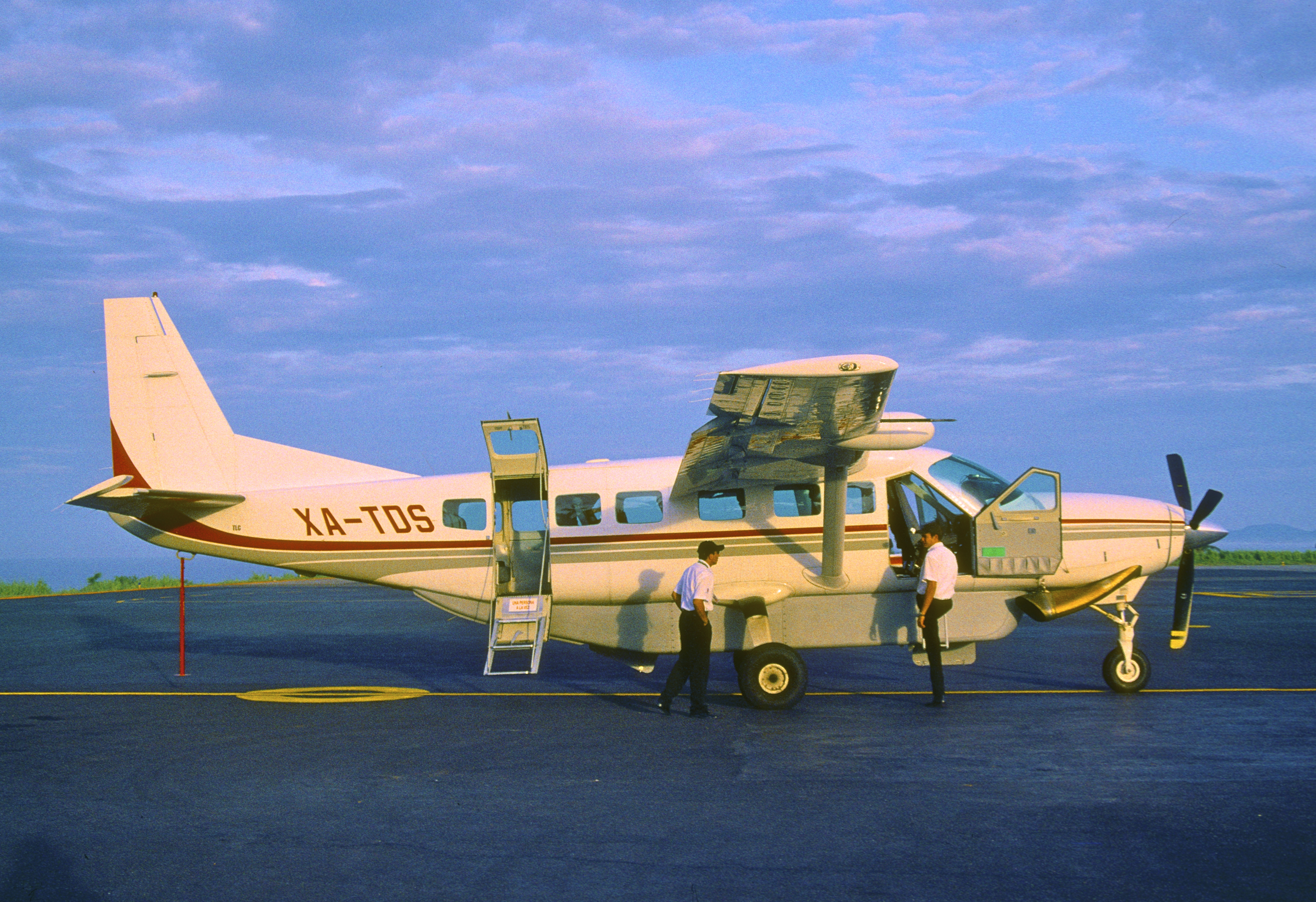
Un Cessna 208 d'Aerotucán à l'aéroport international de Puerto Escondido (juillet 2003)

Aerotucan est une compagnie aérienne mexicaine basée à Oaxaca, dans l'État de Oaxaca au Mexique.

## Histoire
La compagnie aérienne a été fondée en 2001 et a commencé ses activités avec un seul Cessna Grand Caravan .

## Destinations
- Huatulco
- Ixtepec
- Oaxaca
- Puerto Escondido
- Tuxtla Gutiérrez

## Flotte
La flotte d'Aerotucán compte 3 avions :
| Avion                     | En service | Passagers | Notes                                |
| ------------------------- | ---------- | --------- | ------------------------------------ |
| Cessna 208B Grand Caravan | 3          | 10        | Matricules : XA-TDS, XA-UAB, XA-GIL, |
| Total                     | 3          |           |                                      |